# Я — Карл
«Я — Карл» (фр. Je suis Karl) — немецкая драма режиссёра Кристиана Швохова снятая по сценарию Томаса Вендриха. Главные роли исполнили Луна Ведлер и Янис Нивёнер.
Мировая премьера фильма состоялась на 71-м Берлинском международном кинофестивале.

## Сюжет
Оставшись в живых после теракта, Алекс и его дочь Макси ищут способ справиться с горем. Вскоре она встречает привлекательного студента Карла, и присоединяется к Европейскому студенческому движению.

## В ролях
- Луна Ведлер — Макси[3]
- Янис Нивёнер — Карл
- Милан Пешель — Алекс Байер

## Производство
Название фильма Je suis Karl является аллюзией на клич и декларацию солидарности, которыми сотрудники французского сатирического журнала Charlie Hebdo отреагировали на нападение исламистов, совершенное в 2015 году. Режиссёром фильма выступил Кристиан Швохов, а сценаристом — Томас Вендрих.
Фильм получил финансирование в размере 500 000 евро от уполномоченного федерального правительства по культуре и СМИ, 880 000 евро от Федерального кинофонда Германии и 300 000 евро от Медиенборда Берлин-Бранденбург. Filmförderungsanstalt предоставил в общей сложности около миллиона евро, а Film- und Medienstiftung NRW — около 1,2 миллиона евро.
Яннис Нивёнер исполнил роль Карла. Режиссёр намеренно опустил биографию при разработке персонажа, чтобы заставить зрителей задуматься, как всё это сочетается с образом радикалов, который у них сложился. Таким образом, он также не захотел дать психологическое объяснение своему поведению, которое оправдывается его жизненным опытом до сих пор.

## Релиз
11 февраля 2021 года стало известно, что мировая премьера фильма состоится на 71-м Берлинском международном кинофестивале в марте 2021 года.